# Калпакс, Алфонс
А́лфонс Ка́лпакс (латыш. Alfons Kalpaks; 24 августа 1927 — 20 февраля 2004) — советский и латвийский актёр.

## Биография
Алфонс Калпакс родился 24 августа 1927 года в Риге, в семье столяра.
Учился в средней школе, но продолжению учёбы помешала начавшаяся Великая Отечественная война.
В 1943 шестнадцатилетним юношей был мобилизован в немецкую армию. Служил помощником технического персонала в одной из лётных частей. По окончании войны отбывал наказание в Инте, Республика Коми Российской Федерации.
После полутора лет заключения в лагере вернулся в Ригу и поступил на обучение во вторую студию Рижского театра драмы имени Я. Райниса (театр «Дайлес»), которую окончил в 1949 году.
Актёр Театра Дайлес, в своём творчестве отдавал предпочтение гротеску и эксцентрике. Латвийскому зрителю запомнился по исполненному лирического комизма исполнению женской роли Лизе в пьесе Рудольфа Блауманиса «Краткое наставление в любви».
Снимался в небольших и эпизодических ролях в фильмах режиссёров Рижской киностудии.

## Творчество

### Роли в театре

#### Театр Дайлес
- 1951 — «Двенадцатая ночь» Уильяма Шекспира — Сэр Эндрю Эгьюйчик
- 1953 — «Заколдованный круг» Андрея Упита — Жилберт
- 1956 — «Торопитесь отыскать Шекспира» Х. Кипхарда — Шулте
- 1956 — «Играй, танцуй» Райниса — Дуйвелнс
- 1962 — «Господин Пунтила и его слуга Матти» Бертольта Брехта — Атташе
- 1963 — «В огне» Рудольфа Блауманиса — Вискрелис
- 1966 — «Началось всё с чёрного кота» Миервалдиса Бирзе — Феликс
- 1968 — «День рождения» Карла Эльверфельда — Петерис
- 1969 — «Всегда шути» Александра Фредро — Януш
- 1970 — «Скангальский праздник» Е. Вулфа — Пулверс
- 1973 — «Краткое наставление в любви» Рудольфа Блауманиса — Лизе
- 1974 — «Провинциальные анекдоты» Александра Вампилова — Рукосуев
- 1982 — «Синяя птица» — Дух Ивы
- 1989 — «Плащ Казановы» Аншлава Эглитиса — Аугльуотайс
- 1991 — «Чудесное путешествие Нильса» по повести Сельмы Лагерлёф — Гусь

### Фильмография
- 1956 — Причины и следствия — Поэт
- 1957 — Рита — эпизод
- 1959 — Меч и роза — Крикис
- 1963 — Генерал и маргаритки — эпизод
- 1964 — Капитан Нуль — Орканс Енькис
- 1966 — Эдгар и Кристина — Вискрелис
- 1968 — Когда дождь и ветер стучат в окно
- 1968 — Дорога в тысячу вёрст — Курт
- 1970 — Белая земля — Курт
- 1973 — Человек в штатском
- 1973 — Прикосновение
- 1973 — Подарок одинокой женщине
- 1974 — Не бойся, не отдам!
- 1974 — Нападение на тайную полицию
- 1976 — Семейная мелодрама — пенсионер